# Sistema de partido dominante
Um Sistema de partido dominante é um sistema político onde apenas um partido político detém o poder governamental, confundido-se com o Estado, embora existam outros partidos políticos de oposição que podem legalmente operar, eles são demasiados fracos ou ineficazes, provavelmente devido a diferentes formas de corrupção, leis constitucionais que intencionalmente prejudicam a capacidade de uma oposição eficaz prosperar, instituições e organizações que apóiam o status quo, ou a população é que avessa a mudanças nos valores culturais.
Nem todos os sistemas de partido dominante são antidemocráticos. Em muitos casos, como partido dominante de Tommy Douglas na província canadense de Saskatchewan, mantido por meio de sua popularidade. Assim, em contraste com sistemas de partido único, que são sempre autoritários, os sistemas de partidos dominantes podem ocorrer dentro de um sistema democrático. Em um sistema de partido único outros partidos são proibidos, mas, em sistemas de partido dominante outros partidos políticos são tolerados, e operam sem qualquer impedimento, embora não tenham reais chances de ganhar, sendo que o partido dominante ganha genuinamente os votos da grande maioria dos eleitores.

## Críticas
Em alguns Estados de partido dominante os partidos políticos da oposição estão sujeitos a diferentes graus de assédio oficial e na maioria das vezes lidam com restrições à liberdade de expressão (como a imprensa), ações judiciais contra a oposição, regras ou sistemas eleitorais destinados a colocá-los em situação de desvantagem.
Em alguns casos o partido dominante usa fraude eleitoral para manter seus votos. Por outro lado, alguns sistemas de partido dominante ocorrem em países que são amplamente considerados, tanto pelos seus cidadãos e aos observadores exteriores, como democráticos. As razões pelas quais um sistema de partido dominante domina um país são frequentemente debatidas: Apoiantes do partido dominante tendem a argumentar que o seu partido simplesmente realiza um bom trabalho no governo e a oposição propõe continuamente alterações irrealistas ou impopulares, enquanto os apoiantes da oposição tendem a defender que o sistema eleitoral é fraudulento ou que o partido dominante recebe uma quantidade desproporcional de financiamentos de várias fontes e, portanto, é capaz de montar campanhas mais persuasivas.

## Exemplos Nacionais

### Ásia
Japão
- Partido Liberal Democrata (PLD)
- Fundado em 1955 com a fusão do Partido Liberal (自由党; Jiyutō) e o Partido Democrático do Japão (日本民主党; Nihon Minshutō), para fazer oposição ao Partido Socialista do Japão.
- No poder desde 1955, com exceção de dois pequenos períodos: de 1993 à 1994 (quando um governo de coalizão excluiu o PLD do governo) e entre 2009 e 2012 (com governos do Partido Democrático do Japão).

 Taiwan (República da China)
- Partido Nacionalista da China (KMT)
- Fundado em 1919 após a Segunda Revolução por Sun Yat-sen sob a politica de Dang Guo para reunificar a China durante a Era dos senhores da guerra.
- No poder entre 1928 e 1949 na China Continental e entre 1945 a 2016 em Taiwan.[1]

### África
Angola
- Movimento Popular de Libertação de Angola (MPLA)
- chefiado pelo Presidente José Eduardo dos Santos, de 10 de Setembro de 1979 a 2017
- no poder desde a independência, 11 de Novembro de 1975; único partido legal de 1975 a 1991
- eleições presidenciais, 1992: José Eduardo dos Santos 49.6% (1º turno; o 2º turno, exigido pela constituição, não foi realizado)
- eleições parlamentares, 1992: MPLA 53.7% = 129 de 220 assentos na Assembleia Nacional
- eleições parlamentares, 2008: MPLA 81.6% = 191 de 220 assentos na Assembleia Nacional
- eleições gerais, 2012, MPLA 71.84% = 175 de 220 assentos na Assembleia Nacional; tendo José Eduardo dos Santos sido cabeça de lista dos candidatos do MPLA, e sua eleição para Presidente da República foi automática (de acordo com a nova constituição, adoptada em 2010)

 Moçambique
- Frente de Libertação de Moçambique (FRELIMO)
- Liderado pelo Presidente Filipe Nyusi , em funções desde 15 de janeiro de 2015
- No poder desde a independência, 25 de junho de 1975 (Único partido legal, 1975–1990)
- Eleições presidenciais, 2019 : Filipe Nyusi (FRELIMO) 73,46%
- Eleições parlamentares, 2019 : FRELIMO 71,28% e 184 dos 250 lugares

 África do Sul
- Congresso Nacional Africano
- Liderado pelo presidente Cyril Ramaphosa , no cargo desde 15 de fevereiro de 2018
- No poder desde 10 de maio de 1994
- Eleições parlamentares de 2019 com 57,50% e 230 de 400 assentos
- Eleições Municipais, 2021 com 47,52%

## Exemplos Regionais

### América
Argentina
- O Partido Justicialista venceu todas as eleições para governador desde 1973 nas províncias de Formosa , La Pampa , San Luis , Santa Cruz e La Rioja .
- O Movimento Popular de Neuquén venceu todas as eleições para governador desde 1962 na província de Neuquén

 Brasil
- Bahia o Partido dos Trabalhadores(PT) venceu todas as eleições para governador desde 2006 .
- São Paulo foi governado pelo Partido da Social Democracia Brasileira(PSDB) desde 1994, até a eleição de Tarcísio de Freitas em 2022 .[3]

 Estados Unidos
- os Estados Unidos possui os estados vermelhos e azuis que são estados dominados pelos partidos a suas receptivas cores, Azul para os democratas e os Vermelho para os republicanos

 México
- O Partido Revolucionário Institucional (PRI) venceu todas as eleições para governador nos estados de Coahuila , Colima , Campeche , Hidalgo e no Estado do México desde sua fundação em 1929.
- O Partido da Ação Nacional (PAN) tem dominado a política no estado de Guanajuato desde 1991, vencendo todas as eleições para governador desde 1995.

 Paraguai
- O Partido Colorado, legenda conservadora governa o Paraguai quase ininterruptamente desde 1947.[4]